# Albufera del Yali
Albufera del Yali es un cuerpo de agua perteneciente al humedal Reserva Nacional El Yali, sitio Ramsar en Chile central, región de Valparaíso, provincia de San Antonio, comuna de Santo Domingo (Chile). 
La laguna Bucalemu, como la llama Francisco Astaburuaga, es un cuerpo de agua superficial intermitente que sirve de desembocadura al estero Yali.
Luis Risopatrón advierte que también fue llamada con su nombre primitivo indígena laguna Ilihue, marisma de Bucalemu, salina Bucalemu, laguna de Bucalemu, laguna de Santo Domingo, laguna de Rapel y laguna de Yalihue.
En el inventario de cuencas de Chile pertenece al ítem administrativo número 058 "Cuencas costeras entre Maipo y Rapel", que incluye también a otras cuencas hidrográficas independientes como la del estero Maitenlahue, estero Tricao, estero El Peuco, etc.
No debe ser confundida con la laguna Bucalemu cercana al lago Vichuquén.

## Hidrología
Antes del tsunami del año 2010, este cuerpo de agua presentaba una hidrodinámica diferenciada para estados de conexión y desconexión con el mar
Tiene un espejo de agua de unas 20 hectáreas y su afluente más importante es el Estero El Yali. Esta laguna costera fue seriamente afectada por el tsunami 2010. La Albufera perdió las dunas de protección que las separaba del mar.
En la laguna albufera es la que se encuentra más cercana a la costa dentro de este humedal, allí se produce la unión de aguas dulces con saladas, generando un ecosistema diferente a las demás lagunas. En esta laguna se logra identificar vegetación del tipo pastos duros, siempre verde, predominando en un amplio espacio; espinos, que presentan poco desarrollo debido al viento que predomina en el área.

## Historia
Francisco Solano Asta-Buruaga y Cienfuegos escribió en 1899 en su obra póstuma Diccionario Geográfico de la República de Chile sobre este cuerpo de agua:
Bucalemu (Laguna de).-—Situada en el departamento de Melipilla junto á la costa del Pacífico por los 33º 48' Lat. y al S. de la desembocadura del río Maipo, y cercana hacia el NO. de la aldea de San Pedro de su titulo. Se extiende de norte á sur como seis kilómetros y poco menos de dos de ancho, con una corta internación en el costado oriental, recibiendo por su extremidad del sur el riachuelo de Yali. Sus márgenes son bajas, y están rodeadas de vegas, que inunda el mar en las altas mareas, formando en sus costas del oeste importantes salinas. Abunda en aves acuáticas. Dásele también el nombre de laguna de Santo Domingo, por un fundo, asi llamado, que tiene inmediato; pero de antiguo ha llevado la denominación del fundo de Bucalemu, situado al SE. Primitivamente tuvo el nombre indigena de laguna de Ilihue; esto es, parajes lisos ó llanos..
Luis Risopatrón lo describe en su Diccionario Jeográfico de Chile (1924) sobre el cuerpo de agua:: 789 
Salinas (Laguna de las) 33° 49' 71° 44' Ofrece agua salobre, es de márjenes bajas, está rodeada de vegas i alimentada por el estero de Yali que le afluye del E; forma en sus costas del W importantes salinas, en las que se esplotaban unas 1 500 toneladas de sal prieta en 1880. Desagua, con intermitencias, en la parte S de la parte arenosa de la playa de Santo Domingo; el nombre primitivo indíjena era de Ilihue. 1, iii. p. 117; 15, II, p. 68 (1710); i 156; marisma de Bucalemu en 1, vi, p. 307; salina en 1, ni, p. 25; i laguna en 155, p. 85; de Santo Domingo en 3, ii, p. 43 (Alcedo, 1787); 61, 1850, p. 458; 62, ii, p. 156; i 66, p. 263; Rapel en 3, iv, p. 400 (Alcedo, 1788); i de Yalihue en 3, v. o. 385 (Alcedo. 1789)..

## Población, economía y ecología

### Avifauna
El listado de avifauna presente es el siguiente:
- BLANQUILLO, Podiceps occipitalis.
- HUALA, Podiceps major.
- PIMPOLLO, Podiceps rolland.
- PELICANO, Pelecanus thagus.
- GARZA BOYERA, Bubulcus ibis.
- GARZA CHICA, Egretta thula.
- GARZA CUCA, Ardea cocoi.
- GARZA GRANDE, Casmerodius albus.
- HUAIRAVO, Nycticorax nycticorax.
- HUARAVILLO, Ixobrychus involucris.
- BANDURRIA, Theristicus melanopis.
- PIQUERO, Sula variegata.
- YECO, Phalacrocorax brasilianus.
- FLAMENCO CHILENO, Phoenicopterus chilensis.
- CISNE COSCOROBA, Coscoroba coscoroba.
- CISNE DE CUELLO NEGRO, Cygnus melancoryphus.
- PATO COLORADO, Anas cyanoptera.
- PATO CUCHARA, Anas platalea.
- PATO GARGANTILLO, Anas bahamensis.
- PATO JERGÓN CHICO, Anas flavirostris.
- PATO JERGÓN GRANDE, Anas georgica.
- PATO NEGRO, Netta peposaca.
- PATO RANA DE PICO DELGADO, Oxyura vittata.
- PATO REAL, Anas silbilatrix.
- TAGUA CHICA, Fulica leucoptera.
- TAGUA, Fulica armillata.
- TAGÜITA, Gallinula melanops.
- CHORLO ARTICO, Pluvialis squatarola.
- CHORLO CHILENO, Charadrius modestus.
- CHORLO DE COLLAR, Charadrius collaris.
- CHORLO DE DOBLE COLLAR, Charadrius falklandicus.
- CHORLO NEVADO, Charadrius alexandrinus.
- CHORLO SEMIPALMADO, Charadrius semipalmatus.
- QUELTEHUE, Vanellus chilensis.
- PILPILEN, Haematopus palliatus.
- GAVIOTA CÁHUIL, Larus maculipennis.
- GAVIOTA DOMINICANA, Larus dominicanus.
- GAVIOTA FRANKLIN, Larus pipixcan.
- GAVIOTA GARUMA, Larus modestus.
- GAVIOTIN SUDAMERICANO Sterna hirundinasea.
- GAVIOTIN PIQUERITO, snowy crowned.
- RAYADOR, Rynchops niger.
- PERRITO, Himantopus melanorus.
- BECACINA, Gallinago paraguaiae.
- PITOTOY CHICO, Tringa flavipes.
- PITOTOY GRANDE, Tringa melanoleuca.
- PLAYERO ARTICO, Calidris canutus.
- PLAYERO BLANCO, Calidris alba.
- PLAYERO DE BAIRD, Calidris bairdii.
- PLAYERO GRANDE, Catoptrophorus semipalmatus.
- PLAYERO VUELVEPIEDRAS, Arenaria interpres.
- POLLITO DE MAR ROJIZO, Phalaropus fulicarius.
- ZARAPITO DE PICO RECTO, Limosa haemastica.
- ZARAPITO, Numenius phaeopus.
- PERDICITA, Thinocorus rumicivorus.
- CERNÍCALO, Falco sparverius.
- HALCON PERDIGUERO, Falco femoralis.
- HALCON PEREGRINO, Falco peregrinus.
- TIUQUE, Malvago chimango.
- JOTE CABEZA COLORADA, Cathartes aura.
- JOTE CABEZA NEGRA, Coragyps atratus.
- BAILARÍN, Elanus leucurus.
- PEUCO, Parabuteo unicinctus.
- VARI, Circus cinereus.
- TORTOLA, Zenaida auriculata.
- TORTOLITA CUYANA, Columbina picui.
- LECHUZA, Tyto alba.
- CHUNCO, Glaucidium nanum.
- PEQUEN, Athene cunicularia.
- TUCUQUERE, Bubo virginianus.
- CANASTERO, Asthenes humicola.
- CHURRETE ACANELADO, Cinclodes fuscus.
- CHURRETE CHICO, Cinclodes oustaleti.
- CHURRETE, Cinclodes patagonicus..
- MINERO, Geositta cunicularia.
- RAYADITO, Aphrastura spinicauda.
- TIJERAL, Leptasthenura aegithaloides.
- CHURRIN DEL NORTE, Scytalopus fuscus.
- CACHUDITO, Anairetes parulus.
- COLEGIAL, Lessonia rufa.
- DIUCON, Xolmis pyrope.
- MERO, Agriornis livida.
- PAJARO AMARILLO, Pseudocolopteryx citreola.
- RARA, Phytotoma rara.
- GOLONDRINA BERMEJA, Hirundo rustica.
- GOLONDRINA CHILENA, Tachycineta meyeni.
- CHERCÁN DE LAS VEGAS, Cistothorus platensis.
- CHERCAN, Troglodytes aedon.
- ZORZAL, Turdus falcklandii.
- TENCA, Mimus thenca.
- BAILARIN CHICO, Anthus correndera.
- CHINCOL, Zonotrichia capensis.
- CHIRIHUE, Sicalis luteiventris.
- COMETOCINO DE GAY, Phrygilus gayi.
- DIUCA, Diuca diuca.
- PLATERO, Phrygilus alaudinus.
- LOICA, Sturnella loyca.
- MIRLO, Molothrus bonariensis.
- TORDO, Curaeus curaeus.
- JILGUERO, Carduelis barbata.
- GORRION, Passer domesticus.
- PICAFLOR, Sephanoides sephanoides.
- PICAFLOR GIGANTE, Patagona gigas.
- CODORNIZ, Callipepla californica.
- GALLINA CIEGA, Caprimulgus longirostis.
- PERDIZ CHILENA, Nothoprocta perdicaria.
- CARPINTERITO, Picoides lignarius.
- PITIO, Colaptes pitius.